# Collegio elettorale di Palmi (Camera dei deputati)
Il collegio di Palmi fu un collegio elettorale uninominale della Repubblica Italiana per l'elezione della Camera dei deputati. Apparteneva alla circoscrizione Calabria e fu utilizzato per eleggere un deputato nella XII, XIII e XIV legislatura.
Venne istituito nel 1993 con la cosiddetta Legge Mattarella (Legge n. 277, Nuove norme per l'elezione della Camera dei deputati), attuata in seguito al referendum abrogativo del 1993. La legge istituì per la Camera dei deputati e per il Senato della Repubblica un sistema di elezione misto, in parte maggioritario e in parte proporzionale. Il 75% dei parlamentari dell'assemblea veniva eletto in collegi uninominali tramite sistema maggioritario a turno unico; il restante 25% alla Camera veniva eletto tramite sistema proporzionale con liste bloccate.
Il collegio venne abolito insieme a tutti gli altri che costituivano la Camera con la promulgazione della legge elettorale successiva, la cosiddetta Legge Calderoli. Questa prevedeva un sistema proporzionale con premio di maggioranza, che alla Camera veniva attribuito a livello nazionale.

## Territorio
Il collegio di Palmi era uno dei 17 collegi uninominali in cui era suddivisa la Calabria e, come previsto dal D.Lgs. del 20 dicembre 1993 n. 536, era interamente compreso nella provincia di Reggio Calabria e comprendeva i seguenti comuni: Cittanova, Gioia Tauro, Melicucco, Molochio, Oppido Mamertina, Palmi, Rizziconi, Rosarno, San Ferdinando, San Giorgio Morgeto, Santa Cristina d'Aspromonte, Scido, Taurianova, Terranova Sappo Minulio e Varapodio.

## Eletti
| Elezione | Elezione | Deputato       | Partito                    |
| -------- | -------- | -------------- | -------------------------- |
|          | 1994     | Angela Napoli  | Polo del Buon Governo (AN) |
|          | 1996     | Armando Veneto | L'Ulivo (PPI)              |
|          | 2001     | Angela Napoli  | Casa delle Libertà (AN)    |

## Dati elettorali

### XII legislatura

#### Risultati proporzionale
| Coalizioni        | Coalizioni                                | Liste                                     | Liste                                     | Voti   | %     |
| ----------------- | ----------------------------------------- | ----------------------------------------- | ----------------------------------------- | ------ | ----- |
|                   | Polo del Buon Governo                     |                                           | Forza Italia                              | 15.407 | 25,82 |
|                   | Polo del Buon Governo                     | Alleanza Nazionale                        | 11.259                                    | 18,87  |       |
| Totale coalizione | Totale coalizione                         | 26.666                                    | 44,69                                     |        |       |
|                   | Progressisti                              |                                           | Partito Democratico della Sinistra        | 11.379 | 19,07 |
|                   | Progressisti                              | Rifondazione Comunista                    | 4.349                                     | 7,29   |       |
|                   | Progressisti                              | Partito Socialista Italiano               | 1.630                                     | 2,73   |       |
|                   | Progressisti                              | Movimento per la Democrazia - La Rete     | 696                                       | 1,17   |       |
|                   | Progressisti                              | Alleanza Democratica                      | 628                                       | 1,05   |       |
|                   | Progressisti                              | Federazione dei Verdi                     | 580                                       | 0,97   |       |
| Totale coalizione | Totale coalizione                         | 19.262                                    | 32,28                                     |        |       |
|                   | Patto per l'Italia                        |                                           | Partito Popolare Italiano                 | 6.059  | 10,16 |
|                   | Patto per l'Italia                        | Patto Segni                               | 3.975                                     | 6,66   |       |
| Totale coalizione | Totale coalizione                         | 10.034                                    | 16.82                                     |        |       |
|                   | Socialdemocrazia                          | Socialdemocrazia                          | Socialdemocrazia                          | 2.085  | 3,49  |
|                   | Movimento Meridionale                     | Movimento Meridionale                     | Movimento Meridionale                     | 885    | 1,48  |
|                   | Movimento Cristiano Veritas               | Movimento Cristiano Veritas               | Movimento Cristiano Veritas               | 207    | 0,35  |
|                   | Liberal Democratici Europei               | Liberal Democratici Europei               | Liberal Democratici Europei               | 165    | 0,28  |
|                   | Unione Mediterranea                       | Unione Mediterranea                       | Unione Mediterranea                       | 149    | 0,25  |
|                   | Idea Città                                | Idea Città                                | Idea Città                                | 109    | 0,18  |
|                   | Movimento Liberaldemocratico e Socialista | Movimento Liberaldemocratico e Socialista | Movimento Liberaldemocratico e Socialista | 98     | 0,16  |
| Totale            | Totale                                    | Totale                                    | Totale                                    | 59.660 |       |

#### Risultati uninominale
|                               | Angela Napoli ✔️ Eletta   | Polo del Buon Governo (FI - AN - CCD - UDC - PLD) | 22 974 | 37,29 |  |  |  |  |  |
|                               | Antonino Sprizzi          | Progressisti                                      | 17 045 | 27,67 |  |  |  |  |  |
|                               | Armando Veneto            | Patto per l'Italia                                | 14 892 | 24,17 |  |  |  |  |  |
|                               | Augusta Torricelli        | Socialdemocrazia per le Libertà                   | 3 541  | 5,75  |  |  |  |  |  |
|                               | Domenico Giuseppe Gioffré | Movimento Meridionale                             | 3 152  | 5,12  |  |  |  |  |  |
| Totale                        | Totale                    | Totale                                            | 61 604 | 100   |  |  |  |  |  |
|                               |                           |                                                   |        |       |  |  |  |  |  |
| Fonte: Ministero dell'interno |                           |                                                   |        |       |  |  |  |  |  |

### XIII legislatura

#### Risultati proporzionale
| Coalizioni        | Coalizioni                         | Liste                                     | Liste                              | Voti   | %     |
| ----------------- | ---------------------------------- | ----------------------------------------- | ---------------------------------- | ------ | ----- |
|                   | Polo per le Libertà                |                                           | Alleanza Nazionale                 | 15.272 | 26,52 |
|                   | Polo per le Libertà                | Forza Italia                              | 13.323                             | 23,13  |       |
|                   | Polo per le Libertà                | CCD-CDU                                   | 5.834                              | 10,13  |       |
| Totale coalizione | Totale coalizione                  | 34.429                                    | 59,78                              |        |       |
|                   | L'Ulivo                            |                                           | Partito Democratico della Sinistra | 9.104  | 15,81 |
|                   | L'Ulivo                            | Popolari per Prodi (PPI-SVP-PRI-UD-Prodi) | 3.650                              | 6,34   |       |
|                   | L'Ulivo                            | Rinnovamento Italiano                     | 2.153                              | 3,74   |       |
|                   | L'Ulivo                            | Federazione dei Verdi                     | 698                                | 1,21   |       |
| Totale coalizione | Totale coalizione                  | 15.605                                    | 27,10                              |        |       |
|                   | Progressisti                       |                                           | Rifondazione Comunista             | 4.356  | 7,56  |
|                   | Lista Pannella - Sgarbi            | Lista Pannella - Sgarbi                   | Lista Pannella - Sgarbi            | 1.337  | 2,32  |
|                   | Movimento Sociale Fiamma Tricolore | Movimento Sociale Fiamma Tricolore        | Movimento Sociale Fiamma Tricolore | 1.155  | 2,01  |
|                   | Partito Socialista                 | Partito Socialista                        | Partito Socialista                 | 542    | 0,94  |
|                   | Rinnovamento                       | Rinnovamento                              | Rinnovamento                       | 170    | 0,30  |
| Totale            | Totale                             | Totale                                    | Totale                             | 57.594 |       |

#### Risultati uninominale
|                               | Armando Veneto ✔️ Eletto | L'Ulivo             | 26 773 | 47,78 |  |  |  |  |  |
|                               | Angela Napoli            | Polo per le Libertà | 26 628 | 47,52 |  |  |  |  |  |
|                               | Pasquale Silvio Mercuri  | Fiamma Tricolore    | 2 637  | 4,71  |  |  |  |  |  |
| Totale                        | Totale                   | Totale              | 56 038 | 100   |  |  |  |  |  |
|                               |                          |                     |        |       |  |  |  |  |  |
| Fonte: Ministero dell'interno |                          |                     |        |       |  |  |  |  |  |

### XIV legislatura

#### Risultati proporzionale
| Coalizioni        | Coalizioni              | Liste                                 | Liste                   | Voti   | %     |
| ----------------- | ----------------------- | ------------------------------------- | ----------------------- | ------ | ----- |
|                   | Casa delle Libertà      |                                       | Forza Italia            | 20.523 | 34,67 |
|                   | Casa delle Libertà      | Alleanza Nazionale                    | 9.105                   | 15,38  |       |
|                   | Casa delle Libertà      | CCD-CDU                               | 2.599                   | 4,39   |       |
|                   | Casa delle Libertà      | Nuovo PSI                             | 1.938                   | 3,27   |       |
| Totale coalizione | Totale coalizione       | 34.165                                | 57,71                   |        |       |
|                   | L'Ulivo                 |                                       | Democratici di Sinistra | 7.208  | 12,18 |
|                   | L'Ulivo                 | La Margherita (Dem - PPI - RI- UDEUR) | 3.441                   | 5,81   |       |
|                   | L'Ulivo                 | Comunisti Italiani                    | 1.237                   | 2,09   |       |
|                   | L'Ulivo                 | Il Girasole (FdV - SDI)               | 854                     | 1,44   |       |
| Totale coalizione | Totale coalizione       | 12.740                                | 21,52                   |        |       |
|                   | Democrazia Europea      | Democrazia Europea                    | Democrazia Europea      | 7.393  | 12,49 |
|                   | Rifondazione Comunista  | Rifondazione Comunista                | Rifondazione Comunista  | 1.913  | 3,23  |
|                   | Lista Di Pietro         | Lista Di Pietro                       | Lista Di Pietro         | 1.471  | 2,48  |
|                   | Fiamma Tricolore        | Fiamma Tricolore                      | Fiamma Tricolore        | 735    | 1,24  |
|                   | Lista Pannella - Bonino | Lista Pannella - Bonino               | Lista Pannella - Bonino | 709    | 1,20  |
|                   | Paese Nuovo             | Paese Nuovo                           | Paese Nuovo             | 53     | 0,09  |
|                   | Abolizione scorporo     | Abolizione scorporo                   | Abolizione scorporo     | 23     | 0,04  |
| Totale            | Totale                  | Totale                                | Totale                  | 59.202 |       |

#### Risultati uninominale
|                               | Angela Napoli ✔️ Eletta | Casa delle Libertà | 29 620 | 49,23 |  |  |  |  |  |
|                               | Bruno Morgante          | L'Ulivo            | 17 786 | 29,56 |  |  |  |  |  |
|                               | Armando Veneto          | Democrazia Europea | 9 073  | 15,08 |  |  |  |  |  |
|                               | Santo Antonio Bagalà    | Lista Di Pietro    | 3 690  | 6,13  |  |  |  |  |  |
| Totale                        | Totale                  | Totale             | 60 169 | 100   |  |  |  |  |  |
|                               |                         |                    |        |       |  |  |  |  |  |
| Fonte: Ministero dell'interno |                         |                    |        |       |  |  |  |  |  |